# Bronisław Wesołowski

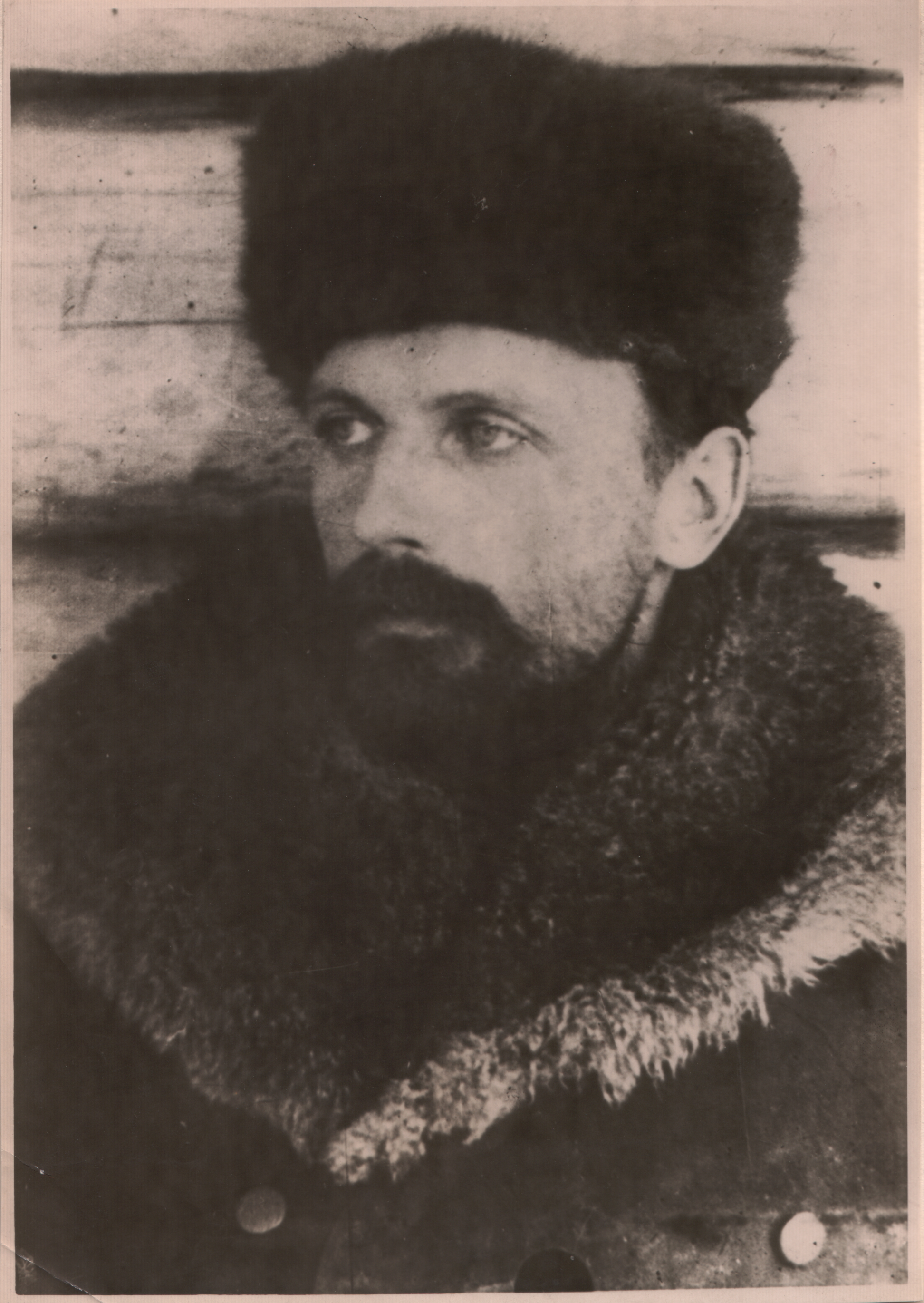
Bronisław Wesołowski

Bronisław Euzebiusz Wesołowski (Pseudonyme: Smutny, Jan z Kijowa; * 14. August 1870 in Fawory bei Rawa Mazowiecka; † 2. Januar 1919 in Wyliny-Ruś, Powiat Wysokomazowiecki) war ein polnischer Arbeiterführer und Revolutionär. Er war Mitbegründer des Polnischen Arbeiterbundes und der Sozialdemokratie des Königreichs Polen und Litauen.

## Leben
Von 1889 bis 1891 war Wesołowski Mitglied des Polnischen Arbeiterbundes (polnisch Związek Robotników Polskich). Diese Organisation war Anfang 1889 von Wesołowski zusammen mit Julian Marchlewski, Adolf Warski und anderen gegründet worden. Wesołowski schloss 1893 sein Studium an der ETH Zürich als Elektroingenieur ab. An der Zürcher Universität studierten zur selben Zeit Rosa Luxemburg, Leo Jogiches und Julian Marchlewski. 1893 gründete Wesołowski mit ihnen die Sozialdemokratie des Königreichs Polen und Litauens (polnisch Socjaldemokracja Królestwa Polskiego i Litwy, SDKPiL). Er war an der Erarbeitung des Parteiprogramms beteiligt, das 1894 in Warschau auf dem I. Parteitag der SDKPiL verabschiedet wurde. Im September 1894 wurde er verhaftet. Von 1894 bis 1903 sowie von 1908 bis 1917 befand er sich in zaristischen Gefängnissen. 1904 ließ er sich in Kiew nieder, wo er für die Sozialdemokratische Arbeiterpartei Russlands (SDAPR) aktiv war. Im Sommer 1905 kehrte er heimlich nach Warschau zurück und wurde Sekretär des Warschauer Komitees der SDKPiL. Wesołowski gehörte zu den führenden Persönlichkeiten dieser Partei. Im November 1906 wurde er erneut verhaftet, jedoch bald darauf auf Kaution freigelassen. Im April/Mai 1907 nahm er am V. Parteitag der SDAPR in London teil, bei dem er und die ganze Delegation der SDKPiL die Linie der Bolschewiki unter Führung Lenins unterstützten. Wesołowski verbrachte wegen seiner revolutionären Tätigkeit insgesamt etwa zwanzig Jahre in Gefängnissen oder musste Zwangsarbeit verrichten. Er kam erst durch die Februarrevolution 1917 frei. Im Februar 1917 kehrte er aus dem Gouvernement Jenisseisk nach Petrograd zurück, von Frühjahr 1917 bis November 1917 gehörte er dem Sekretariat des ZK der SDAPR (Bolschewiki) an. Wesołowski nahm aktiv an der Oktoberrevolution teil.
1917 gehörte er dem Sekretariat des ZK der SDAPR (Bolschewiki) an. Er hatte Funktionen im All-Russischen Zentralen Exekutivkomitees sowie am Obersten Gerichtshof der RSFSR inne. Im Dezember 1918 leitete er die Delegation des Sowjetrussischen Roten Kreuzes, die in Warschau über den Austausch von Kriegsgefangenen verhandelte. Auf dem Rückweg nach Russland wurde er von der polnischen Militärpolizei ermordet.

## Ehrungen
- In Warschau, Słupsk, Sosnowiec und Łomża sind Straßen (ul. Bronisława Wesołowskiego) nach ihm benannt.
- Die Polnische Post gab ihm zu Ehren am 15. Oktober 1981 eine Sondermarke heraus.